# Kolomija
Kolomija (ukrán betűkkel: Коломия, lengyelül: Kołomyja, németül: Kolomea, románul: Colomeea) járási jogú város Ukrajna Ivano-frankivszki területén, a Kolomijai járás székhelye. Az Északkeleti-Kárpátok keleti előterében, a Prut folyó mentén, Lvivtől és Csernyivcitől közel azonos távolságra fekszik. Pokuttya történelmi régió, és a huculvidék, a hucul kultúra központja. Régebbi magyar forrásokban a németes Kolomea néven fordul elő. Lakossága a 2001-es népszámlálás idején 61 780 fő volt.

## Testvérvárosok
- Andrychów, Lengyelország
- Nysa, Lengyelország
- Máramarossziget, Románia
- Radóc, Románia
- Drochia, Moldova
- Bahmut, Ukrajna
- Csornomorszk, Ukrajna
- Kremencsuk, Ukrajna
- Munkács, Ukrajna
- Mariupol, Ukrajna